# Liste de musées en Russie
Cet article présente une liste non exhaustive de musées en Russie

## Saint-Pétersbourg
- Château des Ingénieurs
- Croiseur Aurore
- Erarta
- Musée russe d'ethnographie,
- Maison de Pierre Le Grand,
- Musée-appartement Blok,

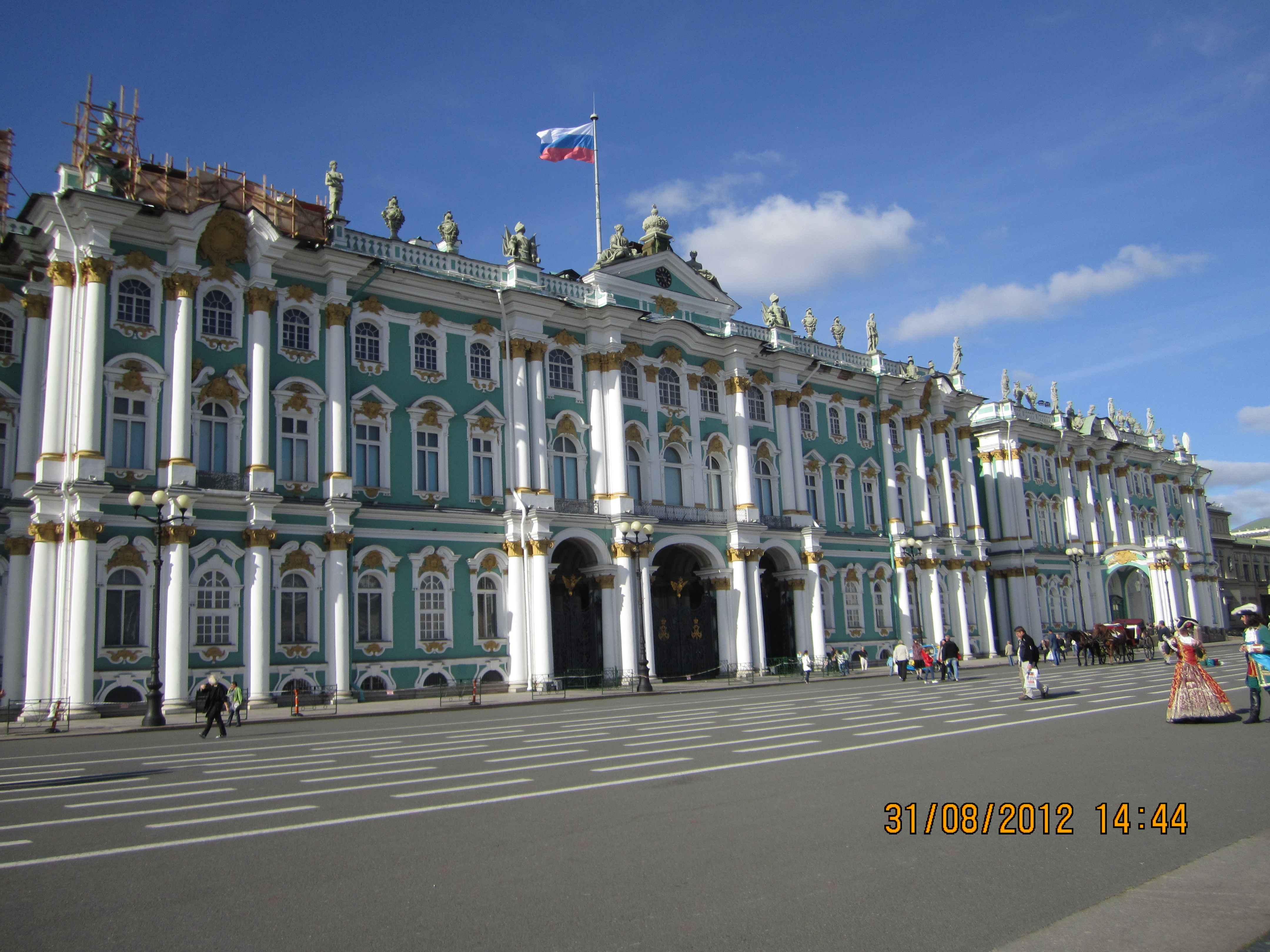
Façade du palais d'Hiver du musée de l'Ermitage.

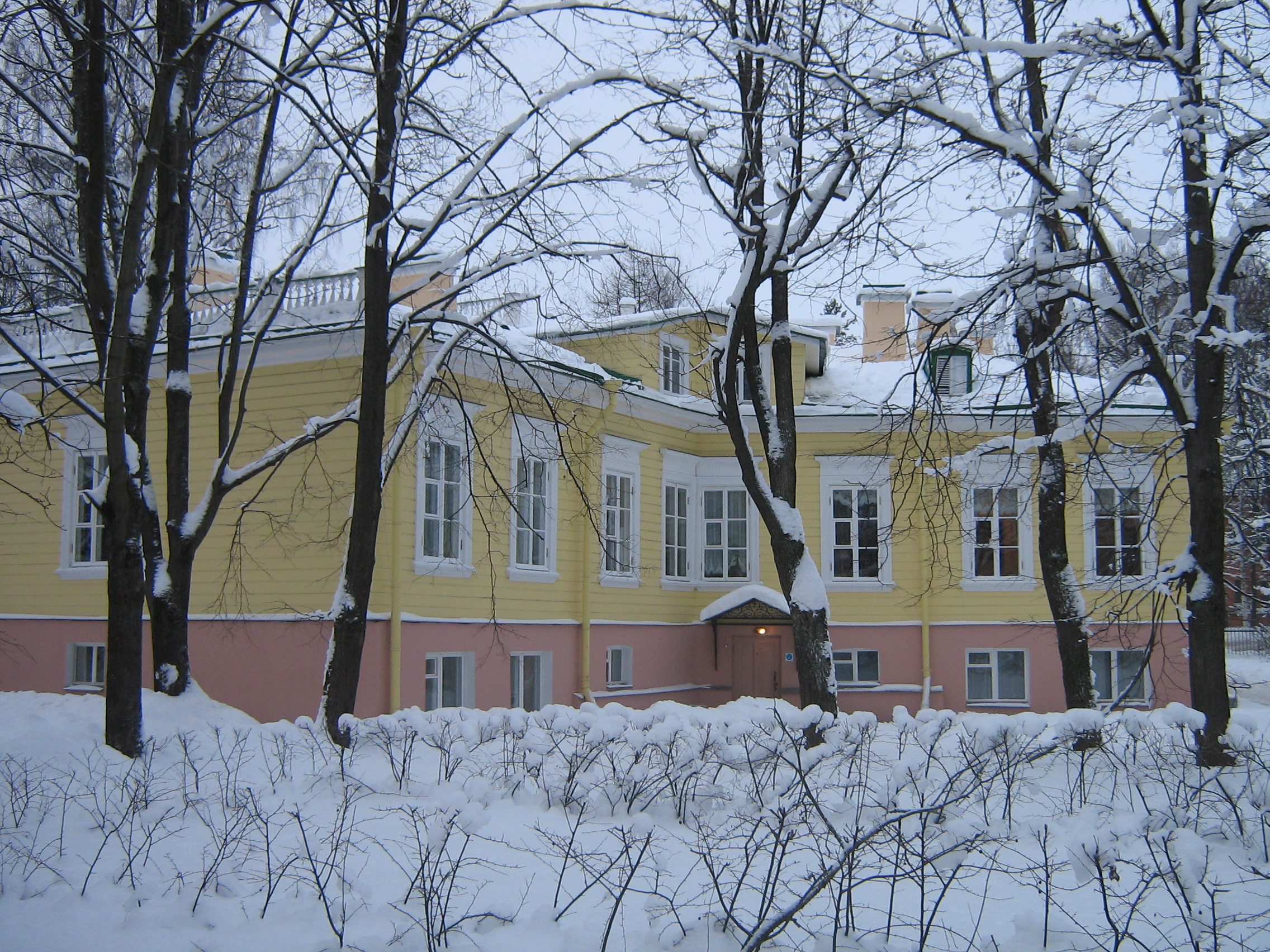
Musée littéraire Pouchkine à Tsarskoïe Selo.

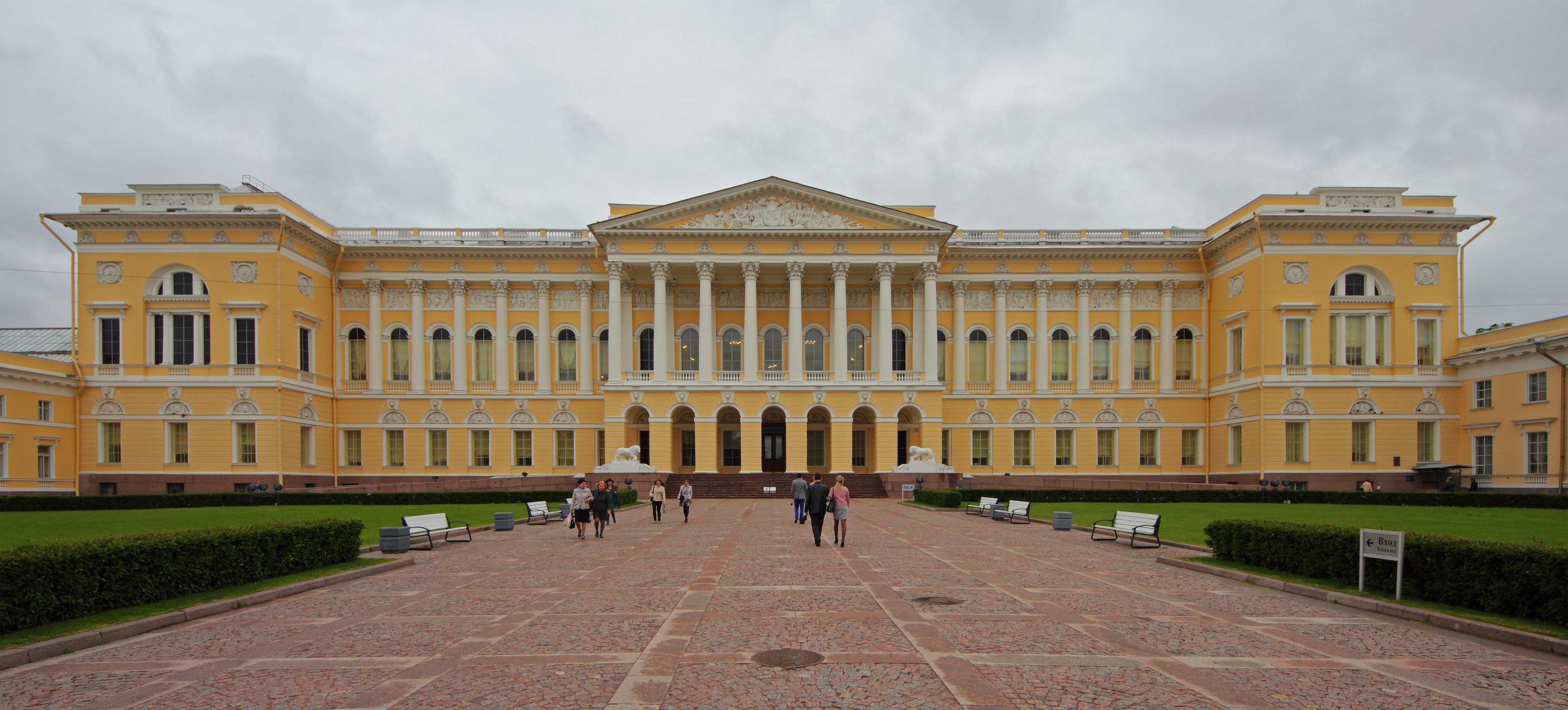
Musée Russe.

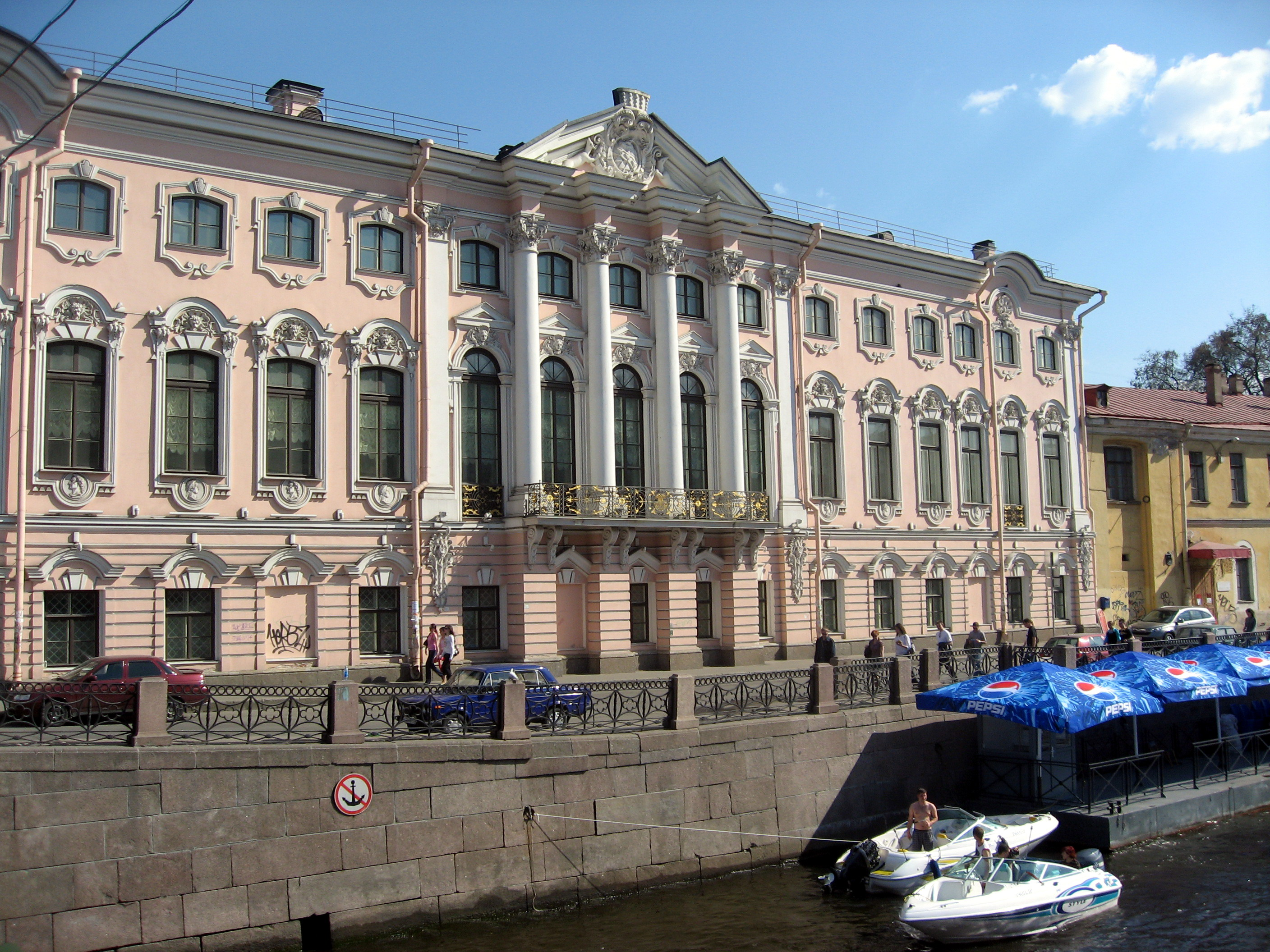
Palais Stroganov.

- Musée-appartement Chaliapine et Musée de l'Opéra russe
- Musée-appartement Dostoïevski
- Musée-appartement Pouchkine
- Musée-appartement Rimski-Korsakov
- Musée botanique de l'Académie des sciences
- Musée central de la Marine de Guerre
- Musée de l'Académie des beaux-arts
- Musée d'art moderne Diaghilev
- Musée de la Musique Palais Cheremetiev
- Musée de l'Arctique et de l'Antarctique
- Musée de l'Art théâtral et musical
- Musée de la vodka russe
- Musée de l'Ermitage
- Musée des Arts décoratifs
- Musée d'Ethnographie
- Musée d'Histoire de la religion
- Musée d'Histoire de l'artillerie et du génie
- Musée d'Histoire politique
- Musée du Pain
- Musée du Blocus de Léningrad
- Musée Historique et Mémorial Smolny
- Musée littéraire de la Maison Pouchkine
- Musée Lomonossov
- Musée Mendeleïev à Saint Pétersbourg
- Musée Nabokov
- Musée Russe
- Musée Zoologique de l'Académie des Sciences
- Nécropole (passerelle des écrivains)
- Palais de Marbre
- Palais d'Été
- Palais Elaguine (Musée des Arts décoratifs du XVIIIe et du début du XIXe siècle)
- Palais Menchikov
- Musée Souvorov
- Palais Stroganov
- Palais Ioussoupov
- Parc Zoologique (Saint-Pétersbourg).

### Pouchkine
Le Palais-musée de Tsarskoïe Selo, Musée russe de la Première Guerre mondiale, Musée Pouchkine, Musée Anna-Akhmatova, musée historico-littéraire.

## Autres lieux
- Musée d'art de SamaraChakhmatovo
- Musée d'art de Iaroslavl
- Iasnaïa Poliana

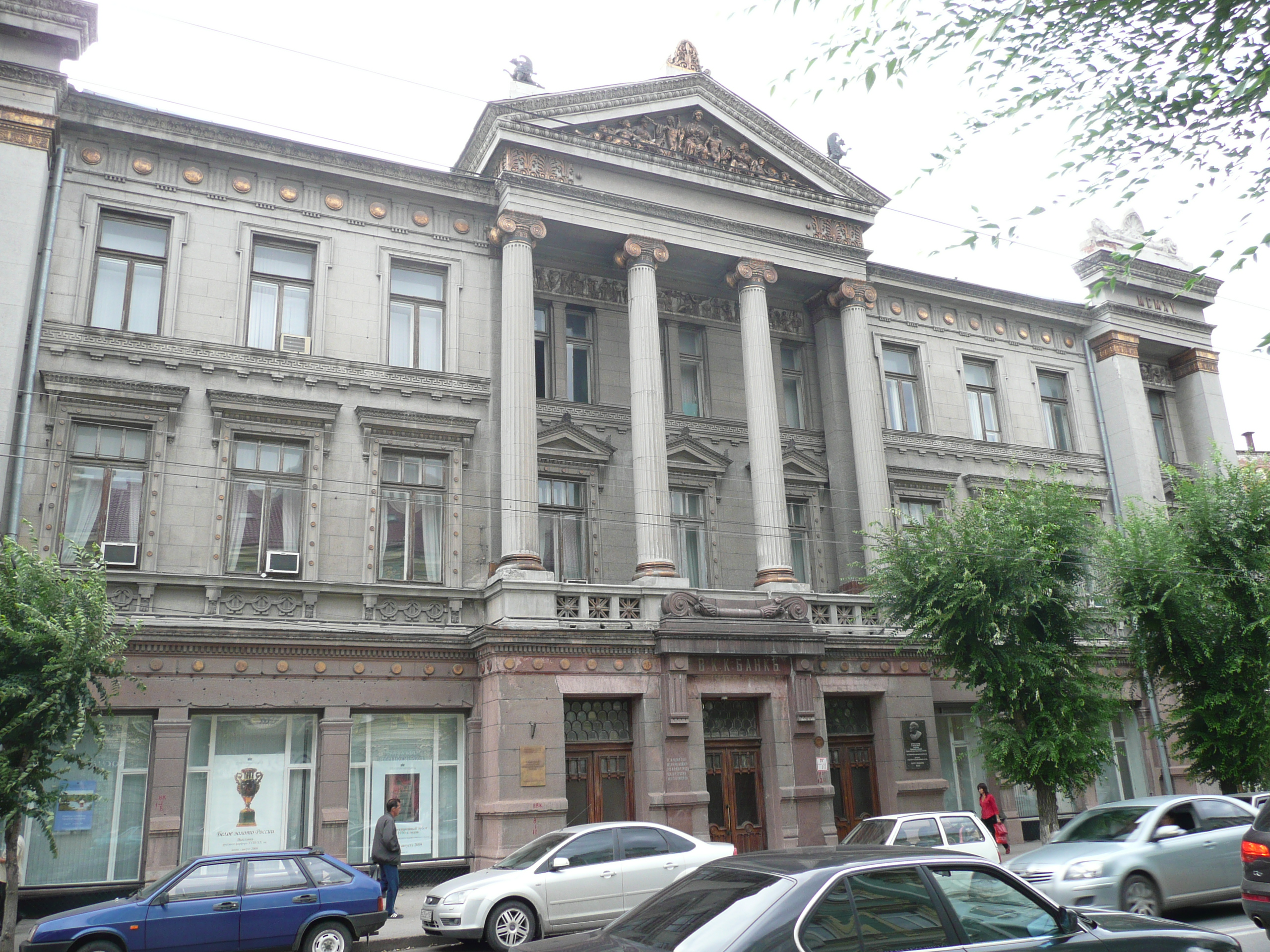
Musée d'art de Samara

- Musée océanographique de Kaliningrad
- Musée des blindés de Koubinka
- Musée d'art Grigoriev de Kozmodemiansk
- Musée littéraire de Krasnoïarsk
- Musée régional de Krasnoïarsk
- Musée d'État des Beaux-Arts de Krasnoïarsk-Vassili Sourikov
- Melikhovo
- Musée central des forces aériennes de la fédération de Russie de Monino
- Musée Lermontov à Piatigorsk.
- Musée des cosaques du Don.
- Ovstoug
- Rojdestveno
- Musée régional des beaux-arts de Rostov
- Musée régional de Sakhaline à Ioujno-Sakhalinsk
- Musée d'art de Samara
- Musée d'art de Saratov
- Musée d'art et d'histoire de Serpoukhov
- Musée d'art de Taganrog
- Musée littéraire d'Anton Tchekhov à Taganrog
- Tarkhany
- Musée de la culture organique
- Musée d'histoire et d'art de Mytichtchi